# Jean-Pierre Le Bras
Pour les articles homonymes, voir Le Bras.
Jean-Pierre Le Bras, né le 5 février 1931 à Pleumeur-Bodou et mort le 23 juillet 2017 à Lannion, est un peintre français.

## Biographie
Breton du Trégor, il a la passion de la Bretagne. Figuratif, il reste en dehors des courants et des modes. Il affirme : « Chacun son écriture. Je peins comme je sais le faire sans m'occuper des modes qui passent, et la peinture m'a permis de rester au pays. »
Il reçoit la médaille d'or du Salon de la Marine en 1991 et est nommé « Peintre de la Marine » agréé en 1997.

## Sources et références
1. ↑  https://www.ouest-france.fr/bretagne/lannion-22300/jean-pierre-le-bras-peintre-officiel-de-la-marine-est-decede-5153458.
2. ↑  « Les peintres de la Marine », Ministère français de la Défense, 9 janvier 2013 (consulté le 23 février 2014)
3. ↑  « Exposition. Jean-Pierre Le Bras peintre de la Marine », sur Le Télégramme, Groupe Télégramme, 16 juillet 2010